# SBAT (mísseis)
SBAT, acrônimo de Sistema Brasileiro Ar-Terra, é a designação de uma família de foguetes fabricados pela Avibras, desde a década de 80, e que se tornaram muito populares na década de 90. 

## Desenvolvimento
Os foguetes SBAT, foram originalmente projetados para operações ar-terra, no entanto, desde que usando plataformas de lançamento adequadas, pode também atuar no sentido inverso, terra-ar.
A Avibras desenvolveu esta série nos calibres: 37, 70, 127 e 152 mm. Destes o que mais se sobressaiu, foi o SBAT-70, que foi desenvolvido e melhorado gerando a família de mísseis Skyfire. 
Foram desenvolvidas duas versões do SBAT-70: a M1, não rotativa, para uso em aeronaves de alta velocidade, e a M2, rotativa (20 rps) para aeronaves de baixa velocidade. Ao longo dos anos, ao menos sete ogivas diferentes foram desenvolvidas para atender as diferentes missões às quais esse míssil se destinava.

## Características
- O SBAT-37 é um foguete não guiado, estabilizado por rotação movido a combustível sólido, usado por aviões e helicópteros leves. Tem 63 cm. de comprimento e 37 mm de diâmetro, pesando 1,21 kg, e um alcance efetivo de 600 m.[2]
- O SBAT-70 é um foguete não guiado, estabilizado por rotação movido a combustível sólido. Tem 70 mm de diâmetro e aletas dobráveis. Tem 1 m de comprimento com as aletas estendidas, pesando 8 kg. Pode usar duas opções de combustível: uma de base dupla, com empuxo de 470 kg e tempo de combustão de 1,2 segundos; outra de base composta, com empuxo de 525 kg, com o mesmo tempo de combustão, as mesmas dimensões e pesando 5,15 kg. Sete diferentes ogivas com aproximadamente 21 cm. de comprimento e pesos variáveis de acordo com o tipo.[2]
- O SBAT-127 é um foguete da mesma linha de tecnologia, com de 127 mm de diâmetro, projetado para missões ar-terra e terra-terra.
- O SBAT-152 é um foguete da mesma linha de tecnologia, com de 152 mm de diâmetro, 2,48 m de comprimento e 72 kg de peso, projetado para missões ar-terra e terra-terra, com menor aceleração (37 G contra 67 G do SBAT-70).

## Uso como foguete
Os foguetes SBAT, foram extensamente utilizados para testes, qualificação e treinamento de equipes nos Centros de Lançamento: de Alcântara (CLA) e da Barreira do Inferno (CLBI). Para essa finalidade, foi criado o modelo "SBAT-70 DARDO", onde a ogiva era substituída por um dardo com calibre de 22 mm. que, no fim da queima do SBAT-70, separa-se do propulsor, tendo como consequência, um maior tempo de voo. 
O CLA, por exemplo, foi "inaugurado de fato" com o lançamento de foguetes da família SBAT na "operação Pioneira" em 01/11/1989. Com a finalidade de verificação da performance do radar ADOUR, foram utilizados três tipo de veículos: o SBAT-70, o SABT-70 DARDO e o SBAT-152.